# Pulsera

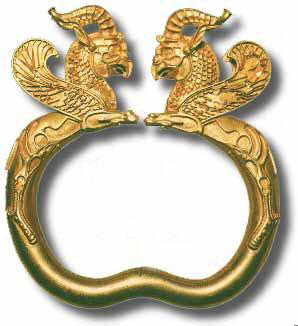
Brazalete de Oxus, iraní.

Una pulsera es un cerco de metal u otro material que se utiliza como elemento decorativo en las muñecas. También existen modelos fabricados para los tobillos pero a esos comúnmente se les llama "tobilleras". Este es un objeto que también se usa como complemento, tanto hombres como mujeres.

## Historia y evolución
La antigüedad de la pulsera es similar a la del anillo si no es superior pues se han encontrado ejemplares en las momias del Antiguo Egipto y en sepulturas prehistóricas europeas de la Edad de bronce y se observa a menudo representado en los relieves de personajes del antiguo Imperio asirio. Las más antiguas se remontan al Neolítico, siendo estas en forma de trozos de conchas perforadas.
Se sabe de la existencia de pulseras y brazaletes de todas las civilizaciones antiguas comenzando con la prehistórica de la Edad del Bronce, los cuales suelen tener forma espiral o circular sencilla. Le siguen los egipcios, de forma cilíndrica y de dos piezas, adornados con incrustaciones de pedrería y emblemas propios del estilo. Los fenicios, se confeccionan a manera de anillos abiertos y terminados en cabezas de animales. Los griegos y romanos presentan formas circulares o espirales, imitando una serpiente y se adornan a menudo con piedras y medallas. Del Imperio bizantino consta, por los mosaicos y miniaturas de su procedencia, que también se usaba el brazalete por las clases altas. Sin embargo, no debió ser muy común y menos aún en Occidente (a excepción de las regiones del Norte de Europa) a juzgar por los escasísimos restos que de tales complementos nos ha dejado la Edad Media. En el siglo XV restablecieron su uso los caballeros como divisa en los juegos de armas y en la Edad Moderna, las señoras como artículo de lujo. 
Con el paso del tiempo han ido evolucionando y se han fabricado de distintas formas y con diferentes elementos.
Las civilizaciones antiguas usaban pulseras o brazaletes en sus muñecas porque creían que los metales tenían relación con los astros e influían en los ciclos vitales del hombre.
En el subcontinente hindú, los habitantes, en especial las mujeres usaban múltiples accesorios, para el pelo, el cuello y las orejas, y en especial los brazos los usaban totalmente cubiertos por pulseras y brazaletes.
Los griegos, más que una realización de accesorios y pulseras, se dedicaron más a la escultura, por eso los ornamentos que ellos llevaban en sus manos y cuerpo en general, eran miniaturas esculpidas que representaban figuras religiosas y mitológicas o escenas heroicas.
Actualmente, los ornamentos que nosotros utilizamos no son tan primitivos como los que se usaban en aquellas épocas. Ahora con tanta tecnología se ha logrado labrar en oro, plata, diamantes, esmeraldas y rubíes, figuras que van desde la muy famosa cruz, hasta caritas felices, zapatos, llaves, corazones y un sinnúmero de objetos que observamos en nuestra vida cotidiana.

## Tipos de pulseras

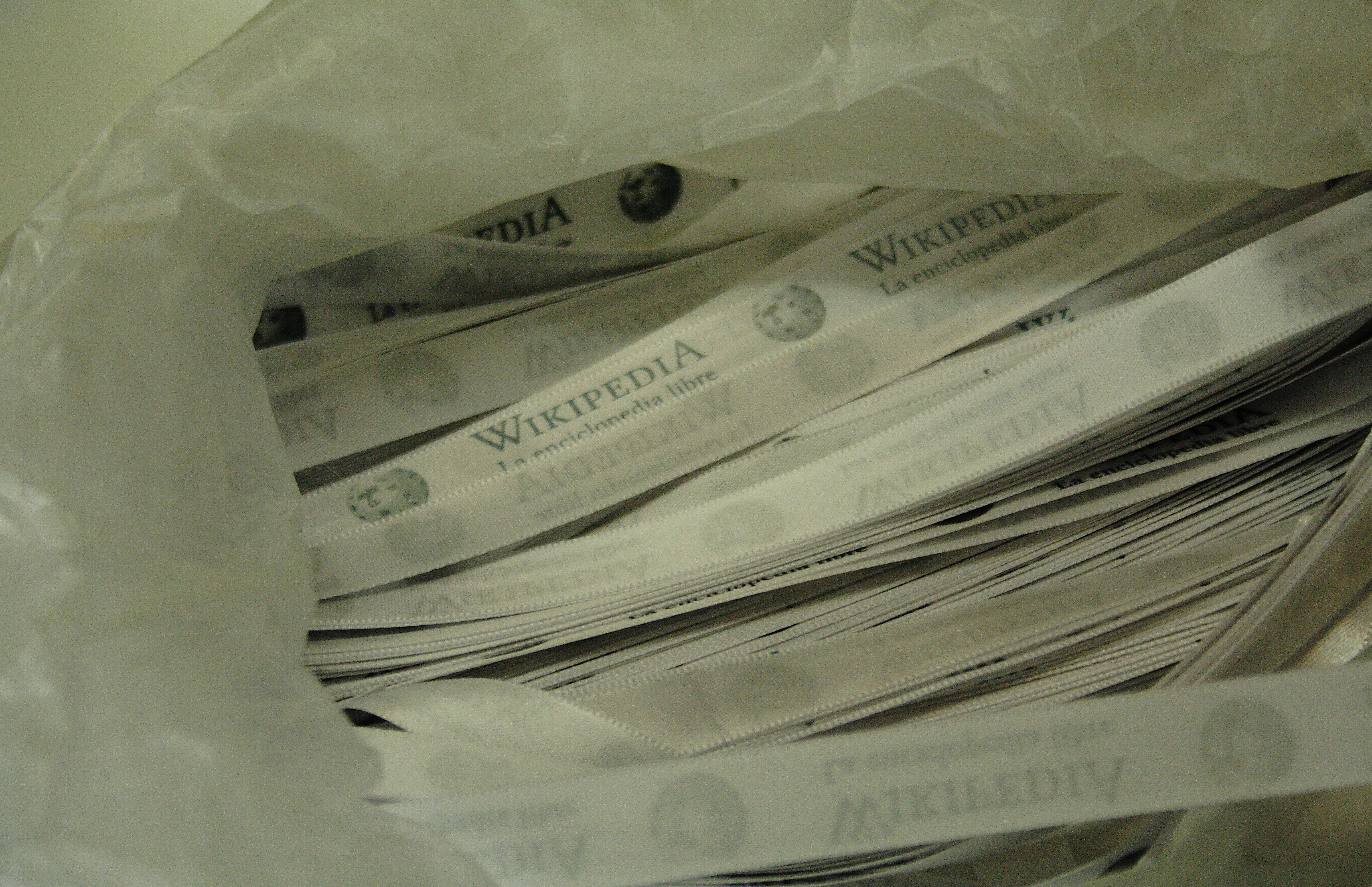
Pulseras de Wikipedia.

### Brazalete
Se usa más arriba de la muñeca, normalmente del codo. Suelen ser muy grandes.

### Pulsera tejida artesanal

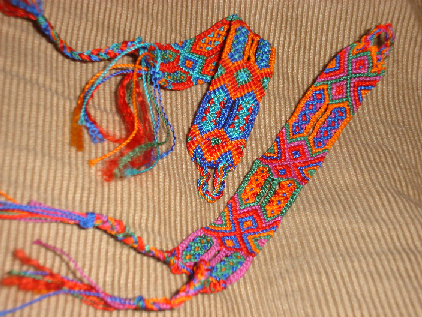
Pulsera tejida a mano.

A diferencia de los brazaletes y pulseras comunes, que suelen ser fabricadas con metales o plásticos (este último en la mayoría de las industrias que producen bisuterías) estos son hechos con hilos o fibras textiles. Por el material con el que se hacen se pueden producir de muchos colores y diseños. Aunque forman parte de la artesanía de muchas culturas, también son producidos en masa.
Debido al simbolismo con el que se les suele acompañar, éstas pulseras reciben nombres como brazaletes de la amistad o pulseras de la amistad.

### Pulseras publicitarias

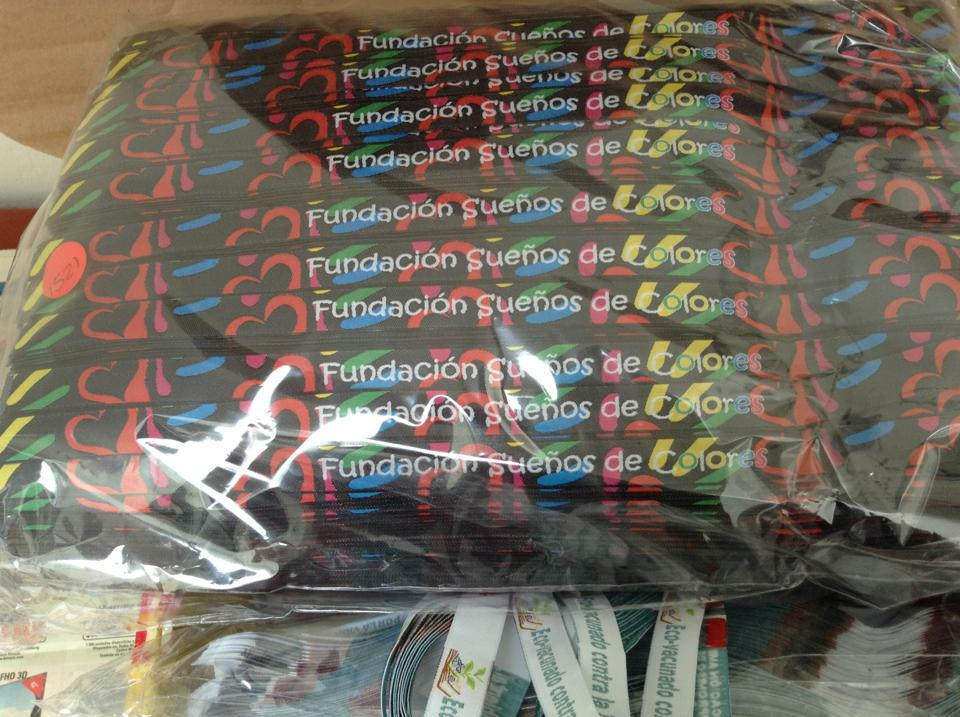
manillas tejidas

También llamadas "manillas" —denominación de origen supuestamente colombiano—, usadas como elemento decorativo en las muñecas (y a veces en los tobillos), pueden ser de varios tipos: 

### Pulseras de silicona
Las pulseras de silicona son comúnmente utilizadas por deportistas, y a diferencia de los brazaletes deportivos, éstas no brindan ningún tipo de beneficio o utilidad. Véase Véase pulseras power balance.

### Pulseras de goma personalizadas
A diferencia de las pulseras de silicón, las pulseras de goma personalizadas tienen como objetivo el promover alguna causa, marca, empresa o institución benéfica. Tal como el caso de la pulsera amarilla livestrong que su principal objetivo es crear conciencia sobre el cáncer y a su vez recaudar fondos para la investigación de ésta enfermedad. También son conocidas como pulseras publicitarias, debido a su maleabilidad, éstas pulseras pueden moldearse con todo tipo de mensajes, logos e inclusive hologramas que se adapten a las necesidades de la empresa.

### Pulseras de goma
Las pulseras de goma] por otra parte, son accesorios de moda muy populares entre la población de jóvenes y niños. Estas magníficas pulseras son fabricadas mediante la unión de ligas comúnmente con productos rainbow loom y son recomendadas para niños mayores de 6 años. Las pulseras de goma, además de divertidas, pueden ayudar a los niños a desarrollar sus habilidades motoras y de coordinación, inclusive pueden llegar a crear lazos fuertes de unión familiar si se practica en familia.
- Pulseras de metal u otro material,

### Deportes
El uso de caucho de silicona de color como material para producir brazaletes deportivos fue popularizado por Nike y Lance Armstrong a través de la pulsera Yellow Livestrong a partir de mayo de 2003. Su éxito ha llevado a que el brazalete de silicona se convierta en una herramienta de alto costo para diversos tipos de conciencia, información y campañas de caridad. Esto puede compararse con el uso de cintas de sensibilización para fines similares. Estas pulseras también se conocen como "bandas de identificación de baller", "bandas de baller" o "pulseras". También pueden denominarse muñequeras de goma, muñequeras de silicona o muñequeras de gel. Para la escalada deportiva, las pulseras están diseñadas con cuerdas de escalada (cuerda dinámica) que sirven como equipo para escalar montañas.